# سفرميون
سفرميون هو جسيم أولى افتراضي مرافق للفرميون.